# هومی وادیا
هومی وادیا (انگلیسی: Homi Wadia; ۲۲ مهٔ ۱۹۱۱ – ۱۰ دسامبر ۲۰۰۴) کارگردان فیلم و تهیه‌کننده فیلم اهل هند بود.

## فیلم‌شناسی
- علاءالدین و چراغ جادو (۱۹۵۲)
- علی‌بابا و ۴۰ دزد (۱۹۵۴)
- علی‌بابا و ۴۰ دزد (۱۹۶۶)